# Bourlon
Pour les articles homonymes, voir Bourlon (homonymie).
Bourlon est une commune française située dans le département du Pas-de-Calais en région Hauts-de-France. Elle est limitrophe du département du Nord. Ses habitants sont appelés les Bourlonais. Sa population est de 1 148 habitants au dernier recensement de 2022. La commune est membre de la communauté de communes Osartis Marquion.

## Géographie

### Localisation
Localisée dans le sud-est du département du Pas-de-Calais, la commune de Bourlon, limitrophe du département du Nord, se situe à 8 kilomètres à l'ouest de Cambrai (aire d'attraction, bassin d'emploi et bassin de vie) et à 27 km au sud-est de la commune d’Arras (chef-lieu d'arrondissement et préfecture du Pas-de-Calais),.
Le territoire de la commune est limitrophe de ceux de huit communes dont cinq, Anneux, Fontaine-Notre-Dame, Haynecourt, Mœuvres et Raillencourt-Sainte-Olle, situées dans le  département du Nord.
Les communes limitrophes sont Haynecourt, Marquion, Sains-lès-Marquion, Anneux, Fontaine-Notre-Dame, Mœuvres, Raillencourt-Sainte-Olle et Graincourt-lès-Havrincourt.

### Géologie et relief
La superficie de la commune est de 12,3 km2 ; son altitude varie de 53  à   127 m.

### Hydrographie
Le territoire de la commune est situé dans le bassin Artois-Picardie.
Il est drainé par le Riot Mélot, d'une longueur de 2,21 km.

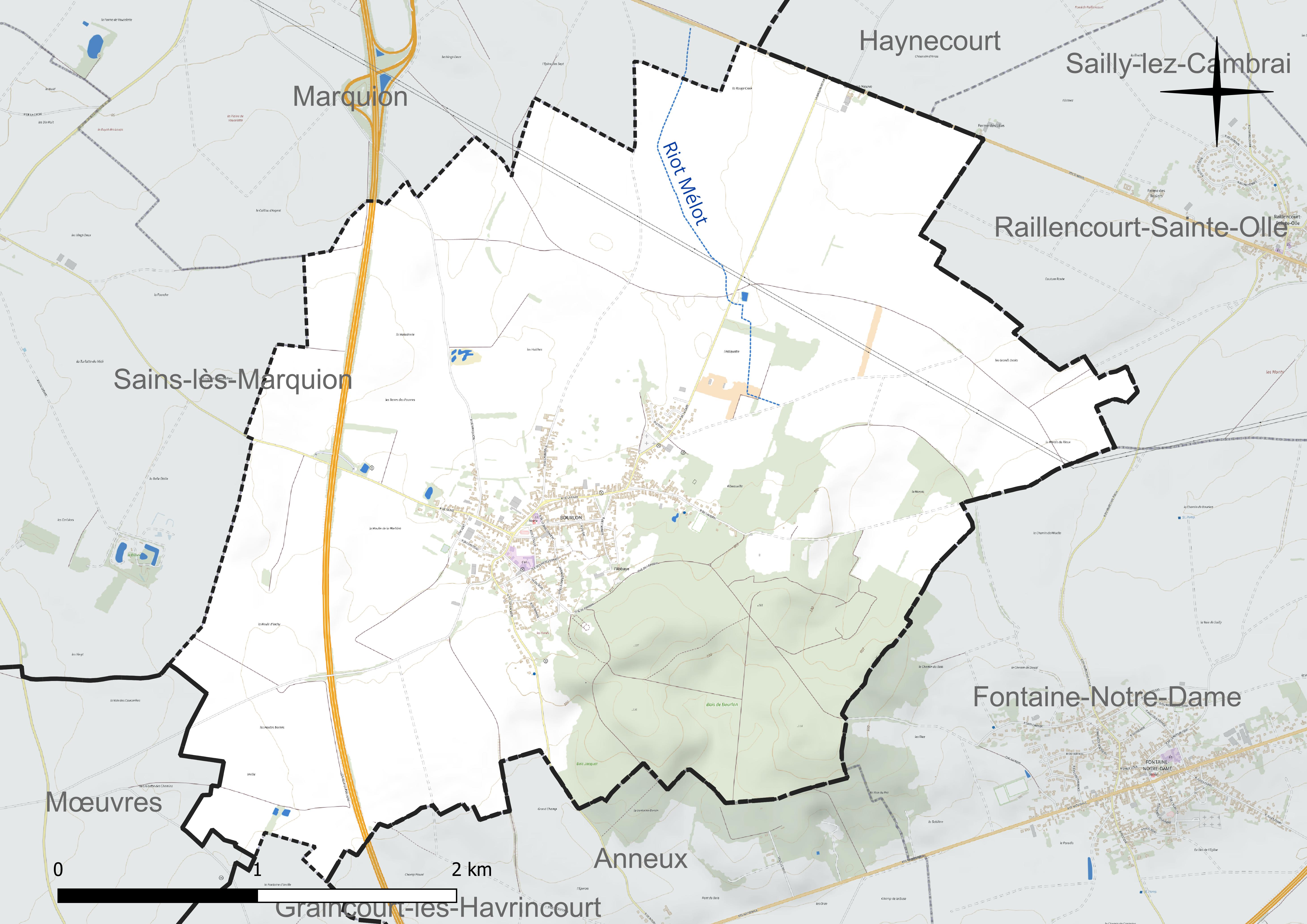
Réseau hydrographique de Bourlon.

### Climat
Pour des articles plus généraux, voir Climat des Hauts-de-France et Climat du Pas-de-Calais.
En 2010, le climat de la commune est de type climat océanique dégradé des plaines du Centre et du Nord, selon une étude du CNRS s'appuyant sur une série de données couvrant la période 1971-2000. En 2020, Météo-France publie une typologie des climats de la France métropolitaine dans laquelle la commune est exposée à un climat océanique et est dans la région climatique Nord-est du bassin Parisien, caractérisée par un ensoleillement médiocre, une pluviométrie moyenne régulièrement répartie au cours de l’année et un hiver froid (3 °C).
Pour la période 1971-2000, la température annuelle moyenne est de 10,1 °C, avec une amplitude thermique annuelle de 14,3 °C. Le cumul annuel moyen de précipitations est de 697 mm, avec 11 jours de précipitations en janvier et 9,1 jours en juillet. Pour la période 1991-2020, la température moyenne annuelle observée sur la station météorologique la plus proche, située sur la commune d'Épinoy à 7 km à vol d'oiseau, est de 10,9 °C et le cumul annuel moyen de précipitations est de 702,9 mm,. Pour l'avenir, les paramètres climatiques de la commune estimés pour 2050 selon différents scénarios d'émission de gaz à effet de serre sont consultables sur un site dédié publié par Météo-France en novembre 2022.

### Paysages
Pour un article plus général, voir Paysage en France.
La commune s'inscrit dans les « paysages des grandes plaines arrageoises et cambrésiennes » tels qu'ils sont définis dans l'atlas de paysages de la région Nord-Pas-de-Calais, conçu par la direction régionale de l'Environnement, de l'Aménagement et du Logement (DREAL),.
Ces « paysages des grandes plaines arrageoises et cambrésiennes », qui concernent 238 communes, sont constitués de 80,36 % de cultures, de 8,01 % d'espaces artificialisés avec les communes principales de Cambrai, Caudry, Bapaume et Avesnes-le-Comte, de 7,25 % de prairies naturelles, permanentes, de 3,19 % de forêts et de milieux semi-naturels, 0,77 % de friches industrielles, de 0,38 % de cours d'eau et plan d'eau et de 0,04 % d’espaces industriels. Ces paysages sont dominés par les « grandes cultures » de céréales et de betteraves industrielles qui représentent 70 % de la surface agricole utilisée (SAU).

### Milieux naturels et biodiversité

#### Zone naturelle d'intérêt écologique, faunistique et floristique

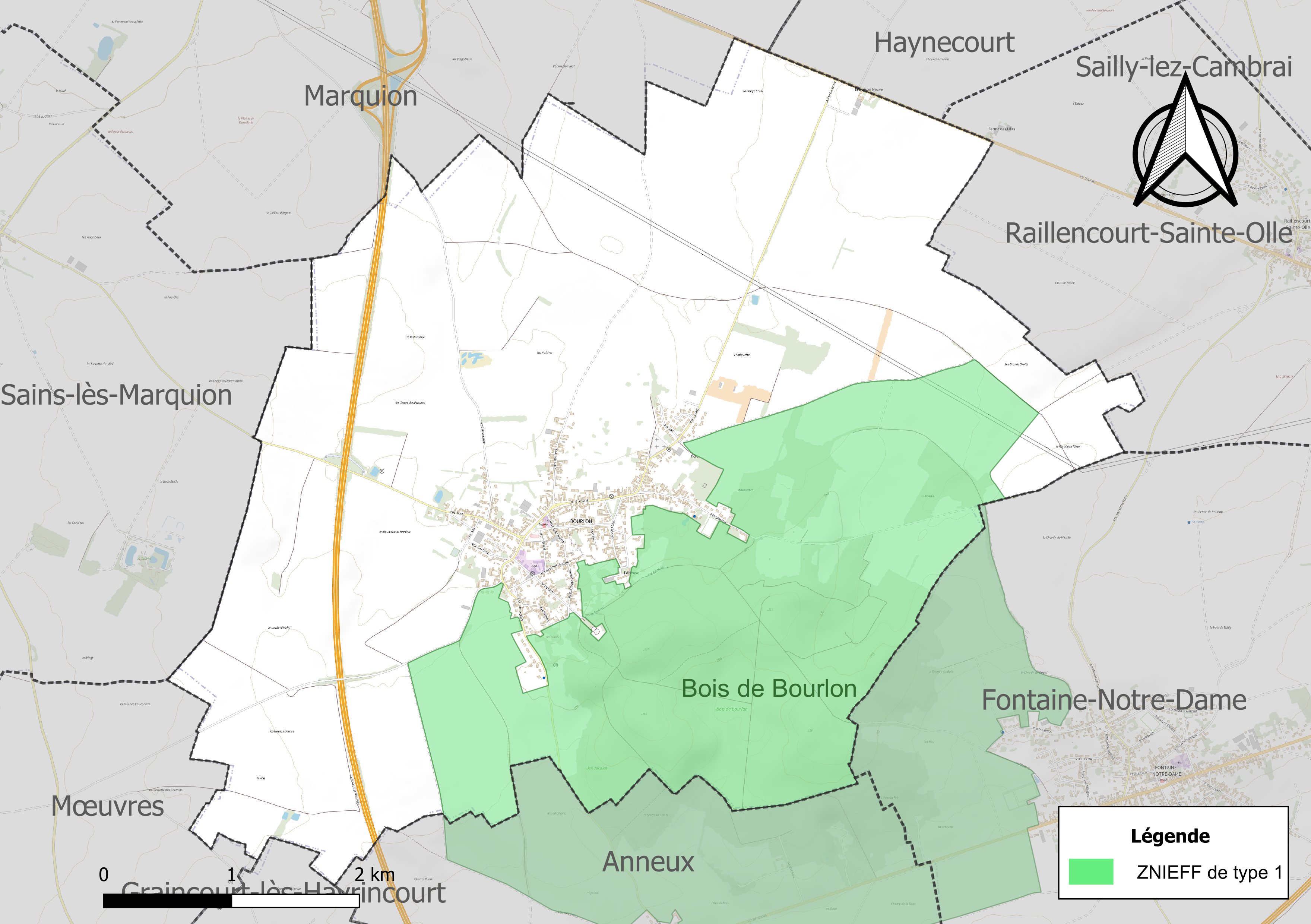
Carte de la ZNIEFF sur la commune.

L’inventaire des zones naturelles d'intérêt écologique, faunistique et floristique (ZNIEFF) a pour objectif de réaliser une couverture des zones les plus intéressantes sur le plan écologique, essentiellement dans la perspective d’améliorer la connaissance du patrimoine naturel national et de fournir aux différents décideurs un outil d’aide à la prise en compte de l’environnement dans l’aménagement du territoire.
Le territoire communal comprend une ZNIEFF de type 1 : le bois de Bourlon. Cette ZNIEFF est un des derniers grands espaces boisés dans le secteur du Cambrésis, territoire consacré aux grandes cultures.

## Urbanisme

### Typologie
Au 1er janvier 2024, Bourlon est catégorisée bourg rural, selon la nouvelle grille communale de densité à sept niveaux définie par l'Insee en 2022.
Elle est située hors unité urbaine. Par ailleurs la commune fait partie de l'aire d'attraction de Cambrai, dont elle est une commune de la couronne,. Cette aire, qui regroupe 64 communes, est catégorisée dans les aires de 50 000 à moins de 200 000 habitants,.

### Occupation des sols

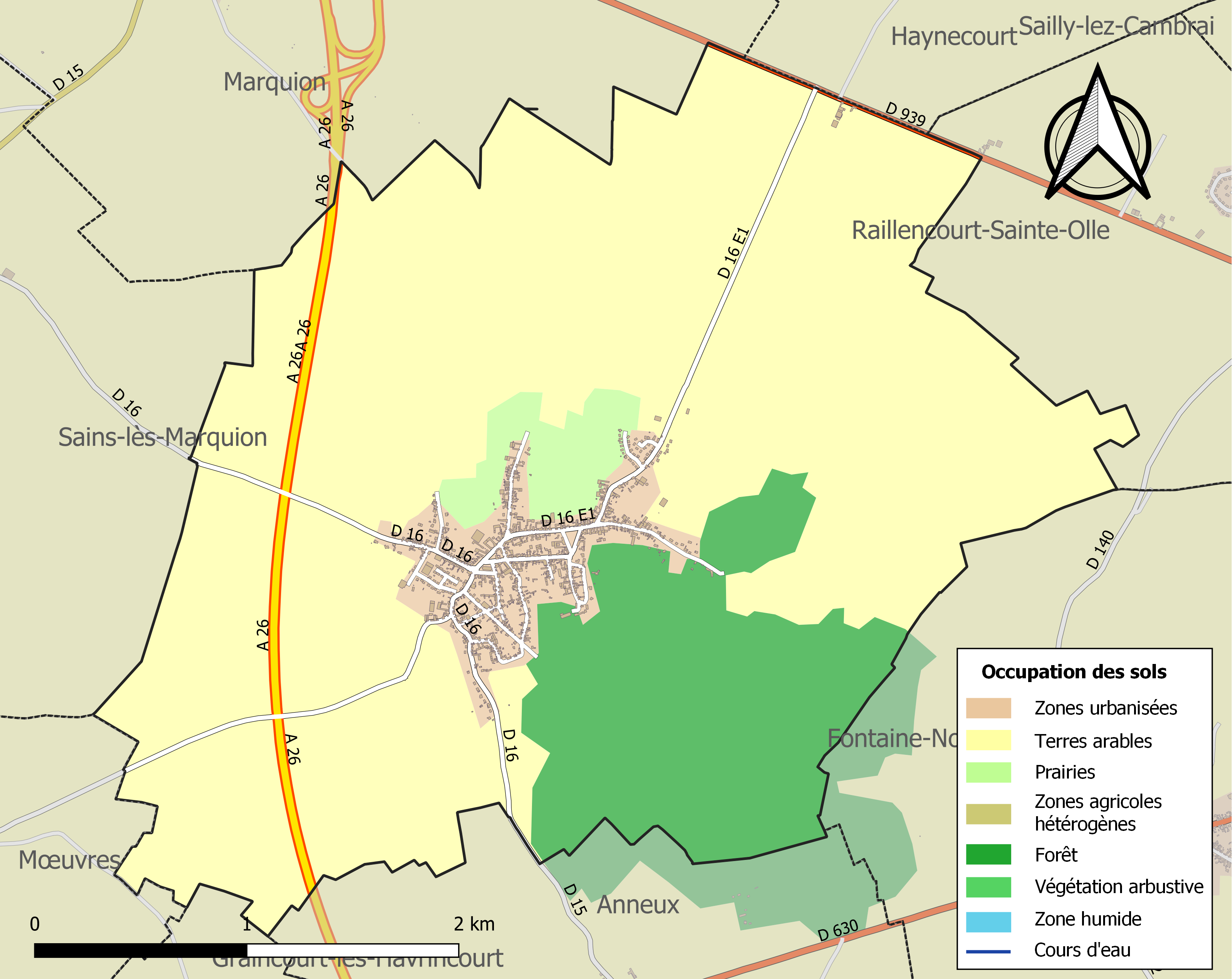
Carte des infrastructures et de l'occupation des sols de la commune en 2018 (CLC).

L'occupation des sols de la commune, telle qu'elle ressort de la base de données européenne d’occupation biophysique des sols Corine Land Cover (CLC), est marquée par l'importance des territoires agricoles (77,4 % en 2018), une proportion sensiblement équivalente à celle de 1990 (78,2 %). La répartition détaillée en 2018 est la suivante : 
terres arables (74,6 %), forêts (16,5 %), zones urbanisées (6,1 %), prairies (2,8 %). L'évolution de l’occupation des sols de la commune et de ses infrastructures peut être observée sur les différentes représentations cartographiques du territoire : la carte de Cassini (XVIIIe siècle), la carte d'état-major (1820-1866) et les cartes ou photos aériennes de l'IGN pour la période actuelle (1950 à aujourd'hui).

### Habitat et logement
En 2020, le nombre total de logements dans la commune était de 538, alors qu'il était de 514 en 2015 et de 490 en 2010.
Parmi ces logements, 89,4 % étaient des résidences principales, 0,4 % des résidences secondaires et 10,3 % des logements vacants. Ces logements étaient pour 95,2 % d'entre eux des maisons individuelles et pour 4,8 % des appartements.
Le tableau ci-dessous présente la typologie des logements à Bourlon en 2020 en comparaison avec celle du Pas-de-Calais et de la France entière. Une caractéristique marquante du parc de logements est ainsi la faible proportion des résidences secondaires et logements occasionnels (0,4 %) par rapport au département (6,5 %) et à la France entière (9,7 %).
| Typologie                                               | Bourlon | Pas-de-Calais | France entière |
| ------------------------------------------------------- | ------- | ------------- | -------------- |
| Résidences principales (en %)                           | 89,4    | 86,1          | 82,1           |
| Résidences secondaires et logements occasionnels (en %) | 0,4     | 6,5           | 9,7            |
| Logements vacants (en %)                                | 10,3    | 7,5           | 8,2            |

### Voies de communication et transports

#### Voies de communication
La commune est desservie par la route départementale D 16 et est limitrophe de la D 939 qui relie Arras et Le Touquet-Paris-Plage.
La commune est traversée par l'autoroute A26 (aussi appelée l'autoroute des Anglais) et est située à 2 km de la sortie 8 de cette autoroute.

#### Transports
La commune se trouve à 11 km de la gare de Cambrai, située sur la ligne de Saint-Just-en-Chaussée à Douai, desservie par des trains TER Hauts-de-France.
Le canal Seine-Nord Europe (CSNE), reliant l'agglomération parisienne avec le réseau fluvial du Nord de la France et du Benelux et dont l'ouverture est prévue en 2030, traverse le territoire de la commune et dispose d'une des six écluses, l'écluse de Marquion-Bouron.

## Toponymie
Le nom de la localité est attesté sous les formes Burgus Longus (antiquité), Burislono (878), Burlong (1096), Burlun (1101), Bourlons (1129), Borlun (1143), Burlon (1144), Borlon (XIIIe siècle), Bourelon (1303), Bourloun (1360), Bourlon (1361), Burloin, Burleng (avant 1664), Borlon (XVIIIe siècle), Bourlon-Eslimont (XVIIIe siècle), Eslimont Bourlon (1764), Boulon (1790), Bourlon (1790), Bourlon depuis 1793 et 1801.

## Histoire

### Protohistoire
Cette partie de la région connaît une occupation humaine au moins depuis la fin de la dernière glaciation.
Les archéologues, par exemple lors de fouille faisant suite au diagnostic réalisé du 9 mars au 17 avril 2009 dans le cadre du projet de canal Seine-Nord, ont découvert à Bourlon des preuves d'habitat et d'agriculture pour la période débutant au IVe siècle avant notre ère, et plus encore pour la fin de la période gauloise (fin du Ier siècle avant notre ère). Les restes archéologiques ont cependant été fortement dégradés par les labours successifs. Sur les 150 hectares de la future zone portuaire de Marquion, les archéologues de l'INRAP ont trouvé plusieurs habitats conservés dans le limon depuis la fin de la période néolithique (IIIe millénaire avant notre ère). Des tombes de l'âge du bronze ont aussi été trouvées, de même que des restes d'enclos circulaires à tumulus (plus de 40 m de diamètre pour le plus grand), avec de nombreux restes d'habitations de la même époque sur le site.
Plusieurs vestiges plus récents (âge du fer) tels que bâtiments agricoles, monument funéraire aristocratique, nécropoles et chemins ont aussi été trouvés, antérieurs à une villa gallo-romaine (plus de 200 m de long sur 100 m de large) équipée de thermes.

### Époque moderne
Vers la moitié du XVIIIe siècle, Jean-Baptiste de Francequeville  (Famille de Francqueville) est seigneur de Bourlon. Il a pris pour femme Jeanne-Josèphe de Baralle. La famille de Francqueville va rester implantée à Bourlon : un membre est maire de la commune de 1819 à 1830

### Époque contemporaine
De 1882 à 1969, la commune est desservie par une ancienne ligne de chemin de fer, la ligne de Boisleux à Marquion.

#### Première Guerre mondiale
Comme beaucoup de communes du Nord-Pas-de-Calais et de Picardie, lors de la Première guerre mondiale Bourlon a été fortement touchée par les combats du front ouest, à l'automne 1918.
Le bois de Bourlon, situé sur la ligne de crête à l'ouest de Cambrai, était une position stratégique importante pour la ligne Hindenburg, non loin du canal du Nord, de l'Escaut canalisé et contrôlant la route Cambrai-Bapaume.

Le village et le bois de Bourlon ont été le théâtre de combats désespérés lors de la bataille de Cambrai en novembre 1917. La 40e division britannique, avec les Guards et la 62e division, ont perdu de nombreux soldats lors de ces combats. C'est à la bataille du bois de Bourlon, lors de la bataille de Cambrai (du 20 novembre au 3 décembre 1917) que les alliés ont pour la première fois utilisé de nombreux chars Mark I (environ 300). À la fin cette bataille perdue, les troupes britanniques ont été retirées de Bourlon. Un autel commémoratif a été placé dans l'église de Bourlon à l'issue de la guerre.
À partir du 8 août 1918, l'offensive des Cent-Jours est déclenchée et les troupes alliées progressent vers l'est. C'est le corps canadien commandé par A.W. Currie qui est chargé du secteur de Bourlon. Evacué de ses habitants, le village, encore aux mains des Allemands, est bombardé.
Le 27 septembre 1918, le corps canadien repousse les Allemands du bois de Bourlon. Ils traversent aussi le canal du Nord ; deux objectifs cruciaux pour le contrôle des importants axes routiers et ferroviaires de Cambrai. Exceptionnellement, l’assaut ne fut précédé d’aucun barrage d’artillerie ; la canonnade ne commença qu’une fois l’attaque lancée. Entourés de chars d’assaut et aidés du tir nourri des mitrailleuses, les Canadiens ont déjoué la défense allemande et fait de nombreux prisonniers.
Au cours de ces combats, 226 soldats canadiens trouveront la mort. Ils sont inhumés dans le cimetière militaire de Bourlon Wood Cemetery.

Bourlon pendant la Première Guerre mondiale
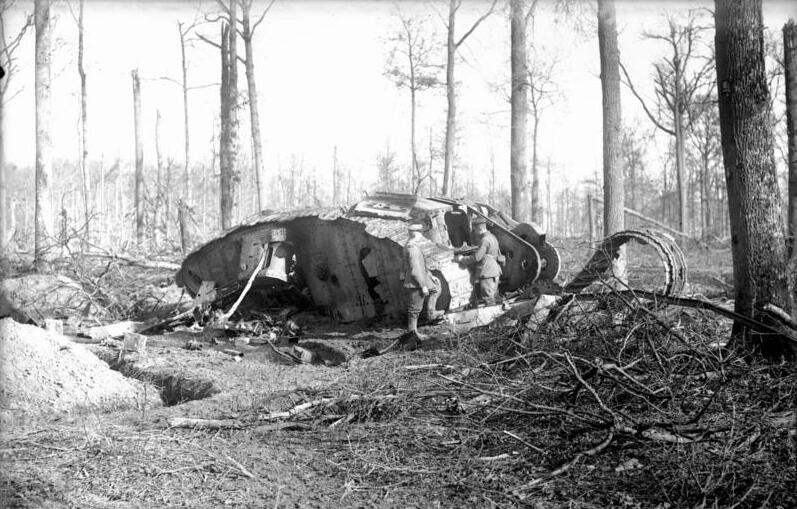
Des soldats allemands observent un char anglais Mark I détruit, probablement dans le « bois de Bourlon », Photo prise en novembre 1917.
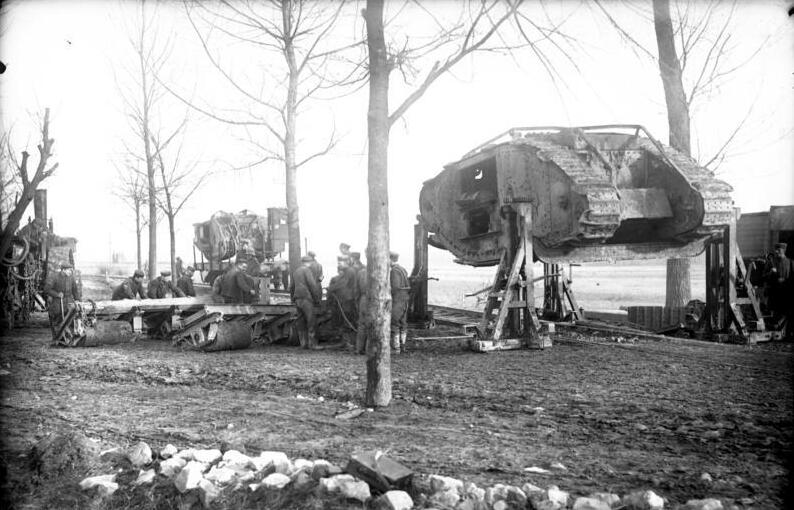
Chargement sur des wagons de chars anglais pris par l'armée allemande, à titre de butin, en 1917.
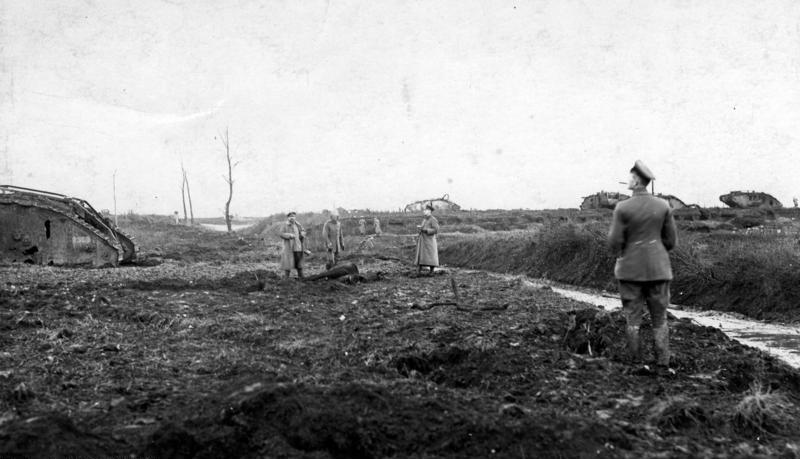
Des officiers allemands viennent observer le champ de bataille et quelques épaves de chars d'assaut anglais, près du village de Bourlon, en novembre 1917.
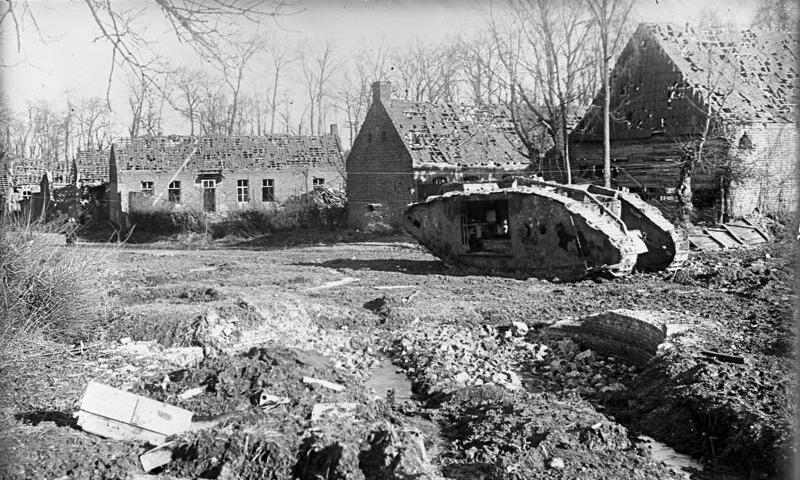
Bourlon, février 1918.
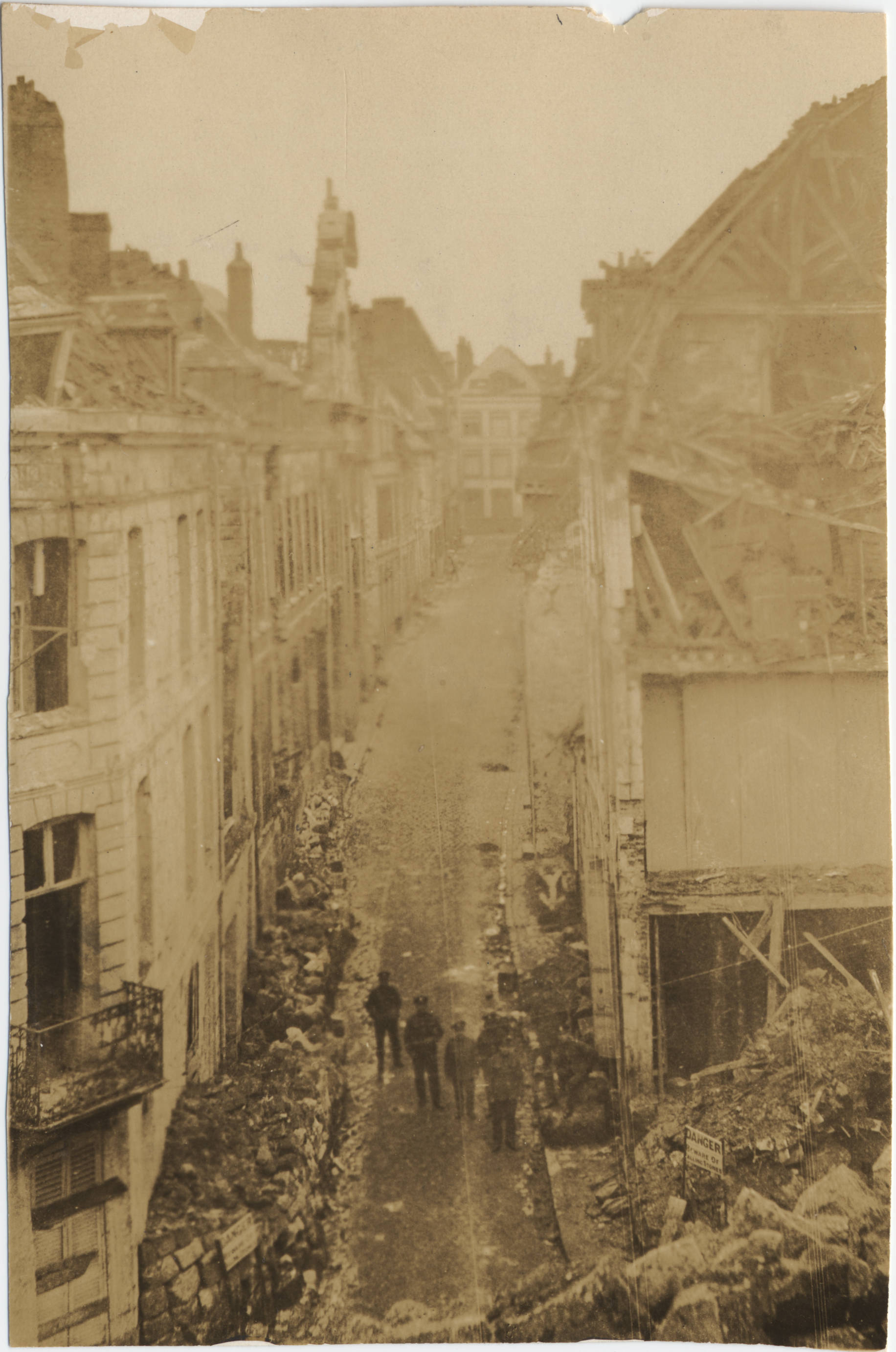
Bourlon en 1918.
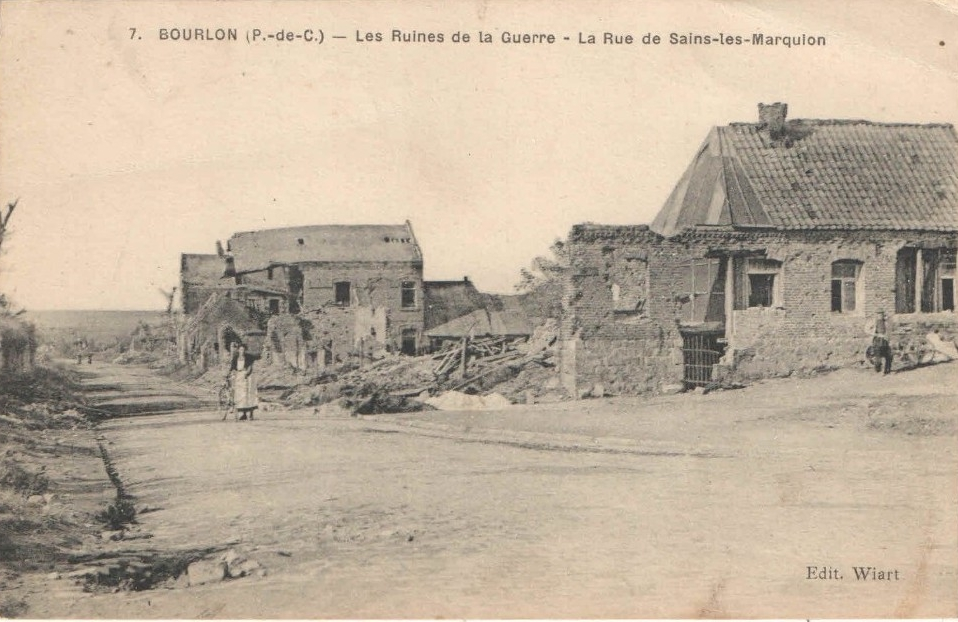
La rue de Sains-lès-Marquion.
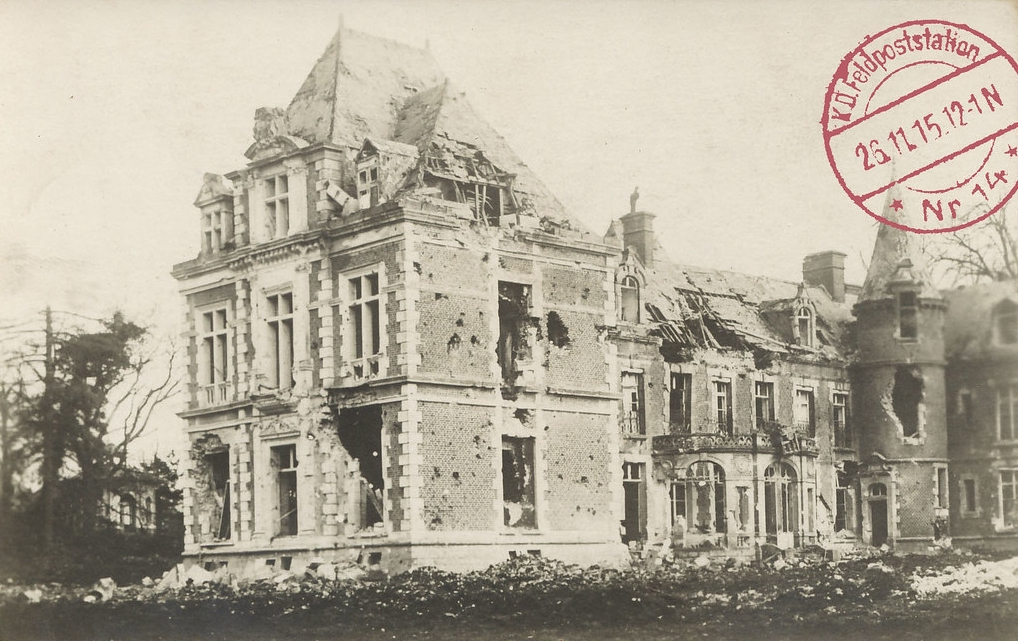
Ruines du château.

Le village est considéré comme détruit à la fin de la guerre et a  été décoré de la croix de guerre 1914-1918, le 23 novembre 1920, distinction également attribuée à 276 autres communes du Pas-de-Calais,.
Le bois abrite à l'ouest un monument canadien honorant la mémoire des soldats qui y sont morts, et il est jouxté par un cimetière militaire britannique.

#### Séquelles de guerre
Malgré des opérations de désobusage lors de la période de la reconstruction après la Première guerre mondiale, puis de déminage après la Seconde guerre mondiale, des armes et munitions datant de cette époque, dangereuses et sources de pollution, sont encore fréquemment trouvées par les agriculteurs, les habitants ou lors de travaux de génie civil (par exemple, fin août 2012, avant le début des travaux du canal Seine-Nord, les services de déminage de la Sécurité civile ont trouvé sur 850 hectares plus de 6 tonnes de munitions non explosées (385 obus, une mine, trois fusées, 47 grenades et une caisse de balles) ayant nécessité 45 interventions de démineurs.

## Politique et administration

### Rattachements administratifs et électoraux

#### Rattachements administratifs
La commune se trouve dans l'arrondissement d'Arras du département du Pas-de-Calais, depuis 1801,
La commune est rattachée au canton de Marquion, de 1801. Dans le cadre du redécoupage cantonal de 2014 en France, cette circonscription administrative territoriale a disparu, et le canton n'est plus qu'une circonscription électorale.

#### Circonscriptions électorales
Pour les élections départementales, la commune fait partie depuis 2014 du canton de Bapaume
Pour l'élection des députés, la commune fait partie de la première circonscription du Pas-de-Calais.

#### Intercommunalité
Bourlon était membre de la communauté de communes de Marquion, un établissement public de coopération intercommunale (EPCI) à fiscalité propre créé fin 2000 et auquel la commune avait transféré un certain nombre de ses compétences, dans les conditions déterminées par le code général des collectivités territoriales.
Conformément aux prescriptions de la loi de réforme des collectivités territoriales du 16 décembre 2010, qui a prévu le renforcement et la simplification des intercommunalités et la constitution de structures intercommunales de grande taille, celle-ci  a fusionné avec sa voisine pour former, le 1er janvier 2014, la communauté de communes Osartis Marquion dont est désormais membre la commune. Cette communauté de communes Osartis Marquion regroupe 49 communes et compte 42 651 habitants en 2021.

### Élections municipales et communautaires

#### Liste des maires
| Période   | Période                      | Identité                           | Étiquette | Qualité                                                                      |
| --------- | ---------------------------- | ---------------------------------- | --------- | ---------------------------------------------------------------------------- |
| 1790      | 1806                         | Denis Limelette                    |           |                                                                              |
| 1806      | 1819                         | Pierre Foulon                      |           |                                                                              |
| 1819      | 1830                         | Adrien de Francqueville de Bourlon |           |                                                                              |
| 1830      | 1832                         | Benoît Carrez                      |           |                                                                              |
| 1832      | 1836                         | Philippe Coupez                    |           |                                                                              |
| 1836      | 1870                         | Nicolas Hannois                    |           |                                                                              |
| 1870      | 1871                         | Olivier Carrez                     |           |                                                                              |
| 1871      | 1910                         | Ludovic de Francqueville           |           |                                                                              |
| 1910      | 1915                         | Roger de Francqueville             |           |                                                                              |
| 1915      | 1919                         | Charles Goguillon                  |           |                                                                              |
| 1919      | 1935                         | Bernard de Francqueville           |           |                                                                              |
| 1935      | 1939                         | Léandre Cattiaux                   |           |                                                                              |
| 1939      | 1945                         | Henri Dartois                      |           |                                                                              |
| 1945      | 1947                         | Auguste Mercier                    |           |                                                                              |
| 1947      | 1983                         | Pierre de Francqueville            |           |                                                                              |
| 1983      | mars 2001                    | Jean Pion                          |           |                                                                              |
| mars 2001 | En cours (au 3 février 2022) | Jean-Luc Boyer                     |           | Ancien cadre Réélu pour le mandat 2014-2020, Réélu pour le mandat 2020-2026, |

## Équipements et services publics

### Justice, sécurité, secours et défense
La commune dépend du tribunal judiciaire d'Arras, du conseil de prud'hommes d'Arras, de la cour d'appel de Douai, du tribunal de commerce d'Arras, du tribunal administratif de Lille, de la cour administrative d'appel de Douai et du tribunal pour enfants d'Arras.

## Population et société

### Démographie
Les habitants de la commune sont appelés les Bourlonais.

#### Évolution démographique
L'évolution du nombre d'habitants est connue à travers les recensements de la population effectués dans la commune depuis 1793. Pour les communes de moins de 10 000 habitants, une enquête de recensement portant sur toute la population est réalisée tous les cinq ans, les populations de référence des années intermédiaires étant quant à elles estimées par interpolation ou extrapolation. Pour la commune, le premier recensement exhaustif entrant dans le cadre du nouveau dispositif a été réalisé en 2007.

En 2022, la commune comptait 1 148 habitants, en évolution de −2,3 % par rapport à 2016 (Pas-de-Calais : −0,72 %, France hors Mayotte : +2,11 %).
| 1793  | 1800  | 1806  | 1821  | 1831  | 1836  | 1841  | 1846  | 1851  |
| ----- | ----- | ----- | ----- | ----- | ----- | ----- | ----- | ----- |
| 1 008 | 1 018 | 1 018 | 1 315 | 1 503 | 1 567 | 1 620 | 1 617 | 1 538 |

| 1856  | 1861  | 1866  | 1872  | 1876  | 1881  | 1886  | 1891  | 1896  |
| ----- | ----- | ----- | ----- | ----- | ----- | ----- | ----- | ----- |
| 1 585 | 1 620 | 1 712 | 1 728 | 1 775 | 1 792 | 1 839 | 1 926 | 1 950 |

| 1901  | 1906  | 1911  | 1921  | 1926  | 1931  | 1936  | 1946  | 1954  |
| ----- | ----- | ----- | ----- | ----- | ----- | ----- | ----- | ----- |
| 1 922 | 1 921 | 1 810 | 1 294 | 1 367 | 1 273 | 1 229 | 1 122 | 1 110 |

| 1962  | 1968  | 1975  | 1982  | 1990  | 1999  | 2006  | 2007  | 2012  |
| ----- | ----- | ----- | ----- | ----- | ----- | ----- | ----- | ----- |
| 1 120 | 1 123 | 1 065 | 1 135 | 1 212 | 1 246 | 1 215 | 1 211 | 1 224 |

| 2017  | 2022  | - | - | - | - | - | - | - |
| ----- | ----- | - | - | - | - | - | - | - |
| 1 156 | 1 148 | - | - | - | - | - | - | - |

#### Pyramide des âges
En 2018 le taux de personnes d'un âge inférieur à 30 ans s'élève à 33,6 %, soit en dessous de la moyenne départementale (36,7 %). De même, le taux de personnes d'âge supérieur à 60 ans est de 24,2 % la même année, alors qu'il est de 24,9 % au niveau départemental.
En 2018 la commune comptait 551 hommes pour 599 femmes, soit un taux de 52,09 % de femmes, légèrement supérieur au taux départemental (51,5 %).
Les pyramides des âges de la commune et du département s'établissent comme suit.
| Hommes | Classe d’âge | Femmes |
| ------ | ------------ | ------ |
| 0,2    | 90 ou +      | 2,0    |
| 3,1    | 75-89 ans    | 7,1    |
| 18,5   | 60-74 ans    | 17,2   |
| 23,6   | 45-59 ans    | 22,0   |
| 19,4   | 30-44 ans    | 19,4   |
| 13,1   | 15-29 ans    | 13,8   |
| 22,1   | 0-14 ans     | 18,3   |

| Hommes | Classe d’âge | Femmes |
| ------ | ------------ | ------ |
| 0,5    | 90 ou +      | 1,6    |
| 5,6    | 75-89 ans    | 8,9    |
| 16,7   | 60-74 ans    | 18,1   |
| 20,2   | 45-59 ans    | 19,2   |
| 18,9   | 30-44 ans    | 18,1   |
| 18,2   | 15-29 ans    | 16,2   |
| 19,9   | 0-14 ans     | 17,9   |

### Évènements
Depuis 2012, la commune accueille le festival de rock et metal Rock in Bourlon.

## Culture locale et patrimoine

### Lieux et monuments

#### Vestiges antérieurs à la première guerre
- La porte du château rouge (rue des Mouches).
- Le mur d'enceinte du château de Francqueville (chemin Vert, face à la salle polyvalente).

#### Première Guerre mondiale
- Le mémorial Canadien (commémore la bataille du canal du Nord et la prise de Bourlon - 1918)[44].
- La stèle du lieutenant Windeler (bois de Bourlon - officier britannique tombé en novembre 1917 lors de la bataille de Cambrai).
- La stèle du Private Oliver Bowen (bois de Bourlon - soldat britannique tombé en novembre 1917 lors de la bataille de Cambrai).
- Le cimetière du Commonwealth du Bois de Bourlon[44].
- La stèle Lieutenant Graham Lyall (à côté du monument aux morts, soldat canadien ayant participé à la libération du village en septembre 1918).

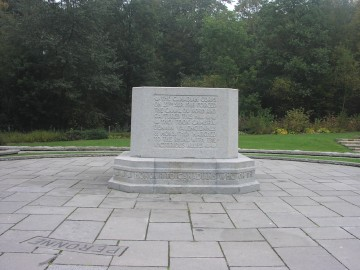
Le mémorial Canadien.
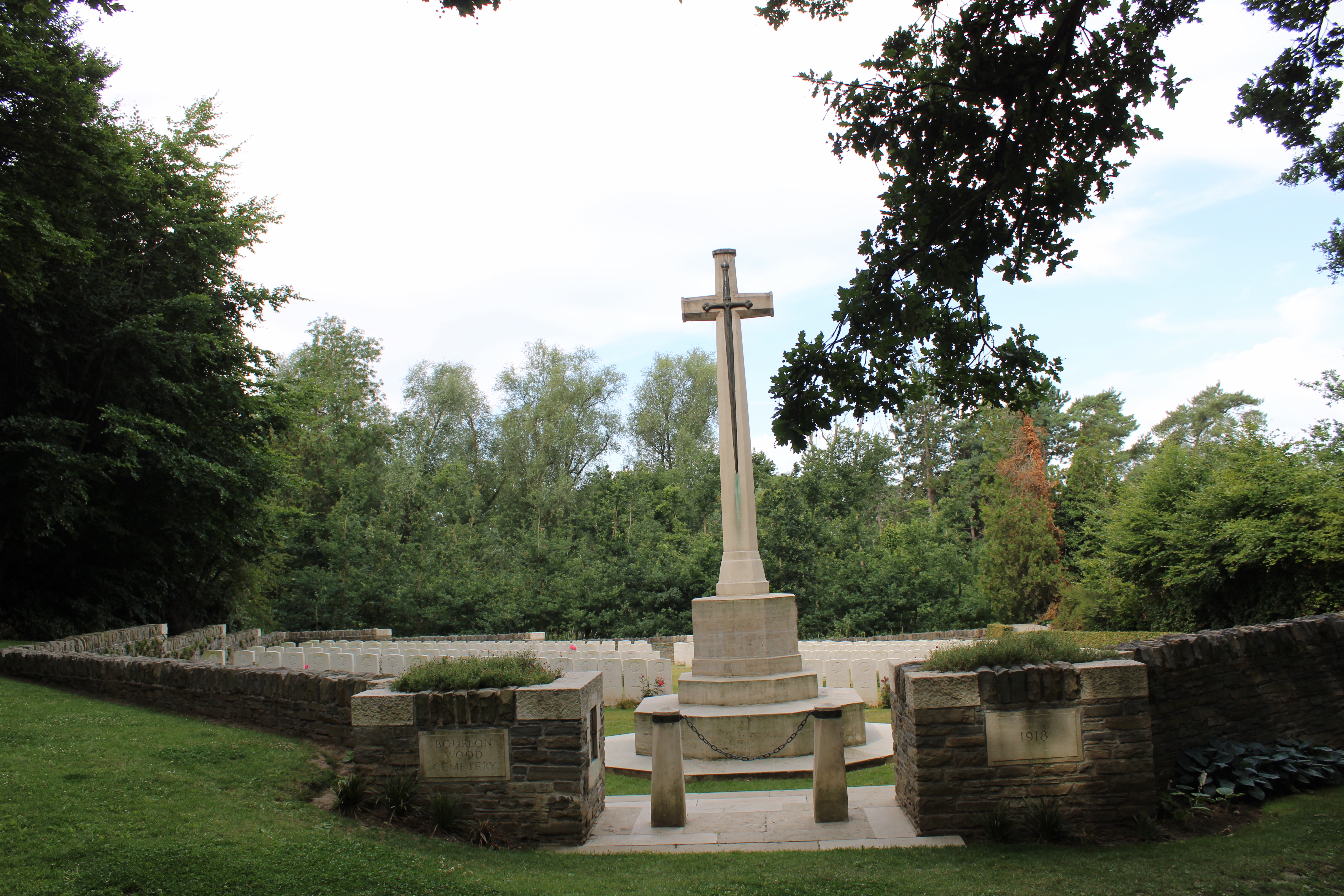
Bourlon Wood Cemetery.

#### Seconde guerre mondiale
- La stèle aux dix maquisards des combats du 11 juin 1944[44].

#### Autres lieux et monuments

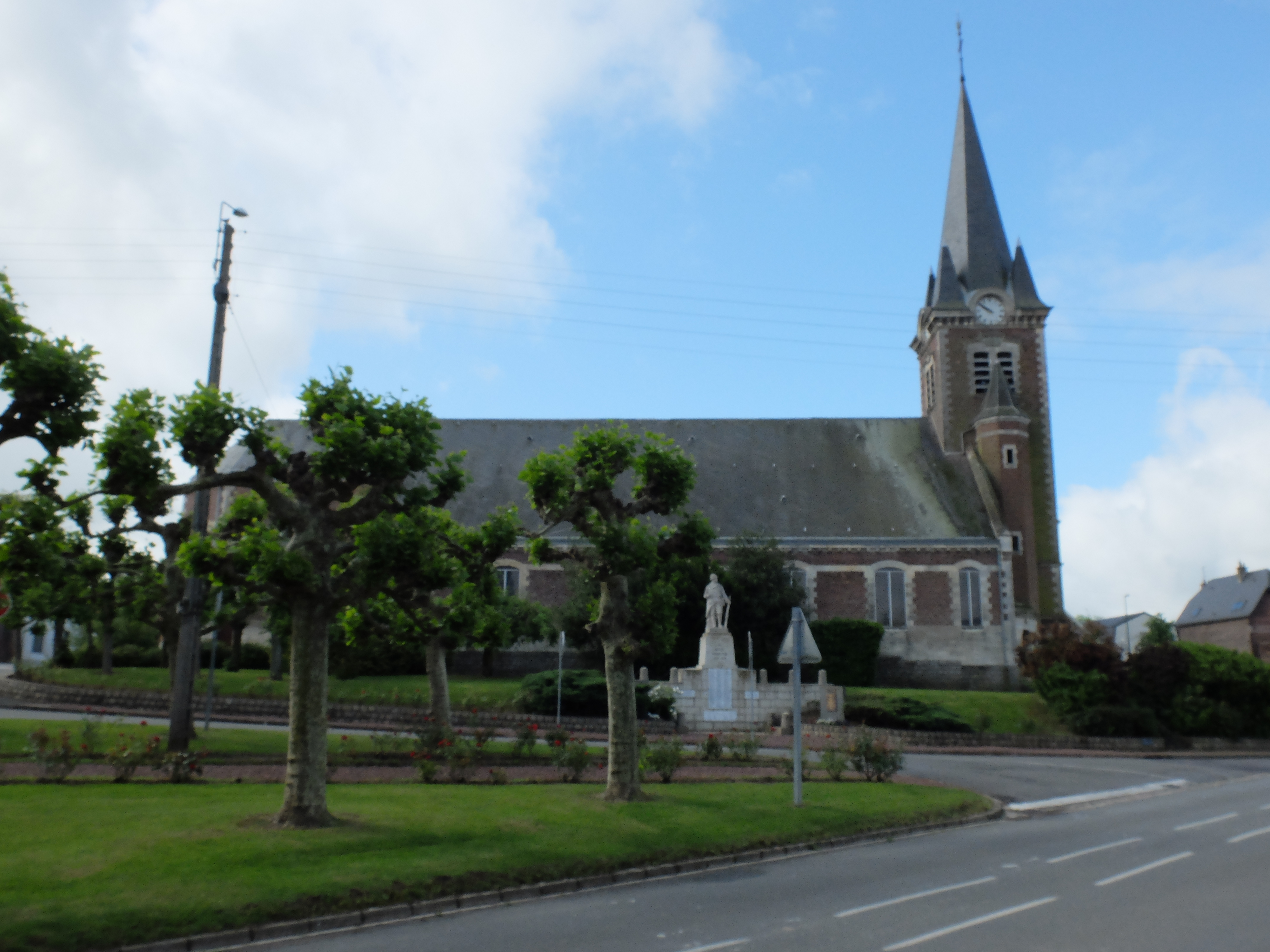
L'église et le monument aux morts.

- Le monument aux morts par Charles-Albert Walhain[44].
- La stèle aux anciens d'Afrique française du Nord (AFN), d'Indochine, des forces armées françaises déployées dans le monde (Opex), inaugurée en mars 2009.
- Les chapelles (rue de Sains et rue de Mœuvres).
- l'église Saint-Martin.

### Bourlon dans les arts et la culture

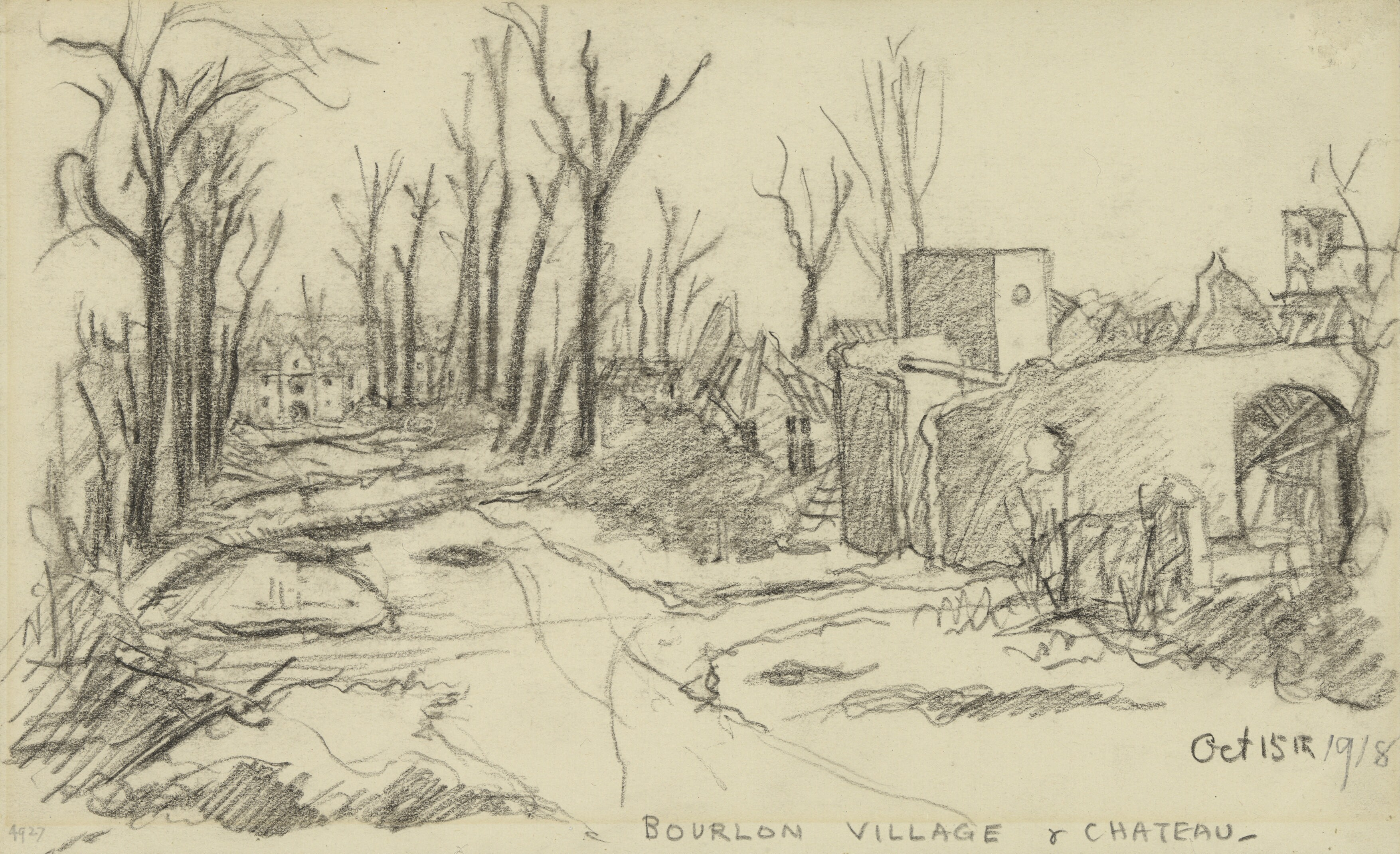
Geoffrey Rose : Ruines du village de Bourlon, 15 octobre 1918, Imperial War Museum.

Le festival de musique Rock in Bourlon a lieu au cœur du village sur un week-end fin juin depuis 2010.

### Héraldique
| Blason de Bourlon | Blason  | D'azur à l'étoile d'argent; au chef du même chargé d'une aigle de sable. Ornements extérieursCroix de guerre 1914-1918 |
| Blason de Bourlon | Détails | Adopté par la municipalité en 1983.                                                                                    |

## Pour approfondir